# Lauren Esposito
Pour les articles homonymes, voir Esposito.
Lauren A. Esposito est une arachnologue américaine née en 1982 à El Paso. Elle est la conservatrice adjointe et la titulaire de la chaire Schlinger d'arachnologie à l'Académie des sciences de Californie. Une des seules femmes expertes en scorpion au monde, elle découvre plusieurs nouvelles espèces de scorpions et comportements qui leur sont spécifiques. Elle est lauréate du prix Walt Westman pour avoir fondé le réseau 500 Queer Scientists.

## Enfance et formation
Lauren Esposito naît en 1982 à El Paso, au Texas et y passe sa jeunesse,. Dans son enfance, elle conserve une collection d'insectes dans des cartons d'œufs. Son projet scientifique de première année est consacré aux lois de Mendel appliquées à la couleur des pigeons. Lauren Esposito obtient son baccalauréat en biologie à l'Université du Texas à El Paso en 2003. Elle s'intéresse aux scorpions lors d'un stage à la Fondation nationale pour la science au Musée américain d'histoire naturelle. Elle déménage ensuite à New York pour ses études supérieures. Elle soutient son doctorat à l'université de la ville de New York et au Musée américain d'histoire naturelle (laboratoire de recherche systématique sur les scorpions) en 2011. Sa thèse, « Systématique et biogéographie du scorpion du nouveau monde du genre Centruroides Marx, 1890 », porte sur les scorpions Buthidae.

## Carrière

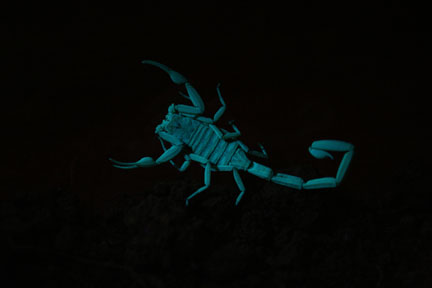
Centruroides sculpturatus en ultraviolet.

En 2011, elle rejoint l'université de Californie à Berkeley pour un postdoctorat sur les scorpions des Caraïbes,. Elle étudie la biogéographie des arachnides. En 2015, elle rejoint l'Académie des sciences de Californie.

## Travaux
Lauren Esposito est l'une des seules femmes expertes en scorpions au monde,. Ses recherches portent sur les scorpions Buthidae, famille présente sur quasiment tous les continents du monde. Elle numérise et collecte les informations génétiques des espèces de scorpions qu'elle a prélevées. Ses recherches portent également sur les arthropodes dans les marais salants de l'ouest de l'Amérique. Ses études actuelles portent sur l'évolution du venin de scorpion et la répartition des scorpions dans les Caraïbes. Pour la recherche sur le cancer et de nouveaux médicaments, elle étudie les utilisations du venin de scorpion.
En 2017, elle découvre trois nouvelles espèces et deux nouveaux genres de scorpions,,,. Elle détecte les scorpions en utilisant des lumières ultraviolettes qui excitent un colorant fluorescent présent dans la carapace du scorpion,. Les nouvelles espèces appartient au genre Rhopalurus. En examinant la forêt tropicale de Penang Hill, Esposito identifie un nouveau scorpion « fantôme »,. En 2018, elle montre que les scorpions Centruroidinae sifflent grâce à des frottements sur des structures en forme de peigne. Elle est intervenue dans plusieurs médias comme sur Science Friday et Public Radio International,,. Au magazine Slate, elle déclare que ce qu'elle préfère chez les scorpions, c'est qu'ils se comportent comme des mammifères et qu'ils portent leurs jeunes,.

## Engagement

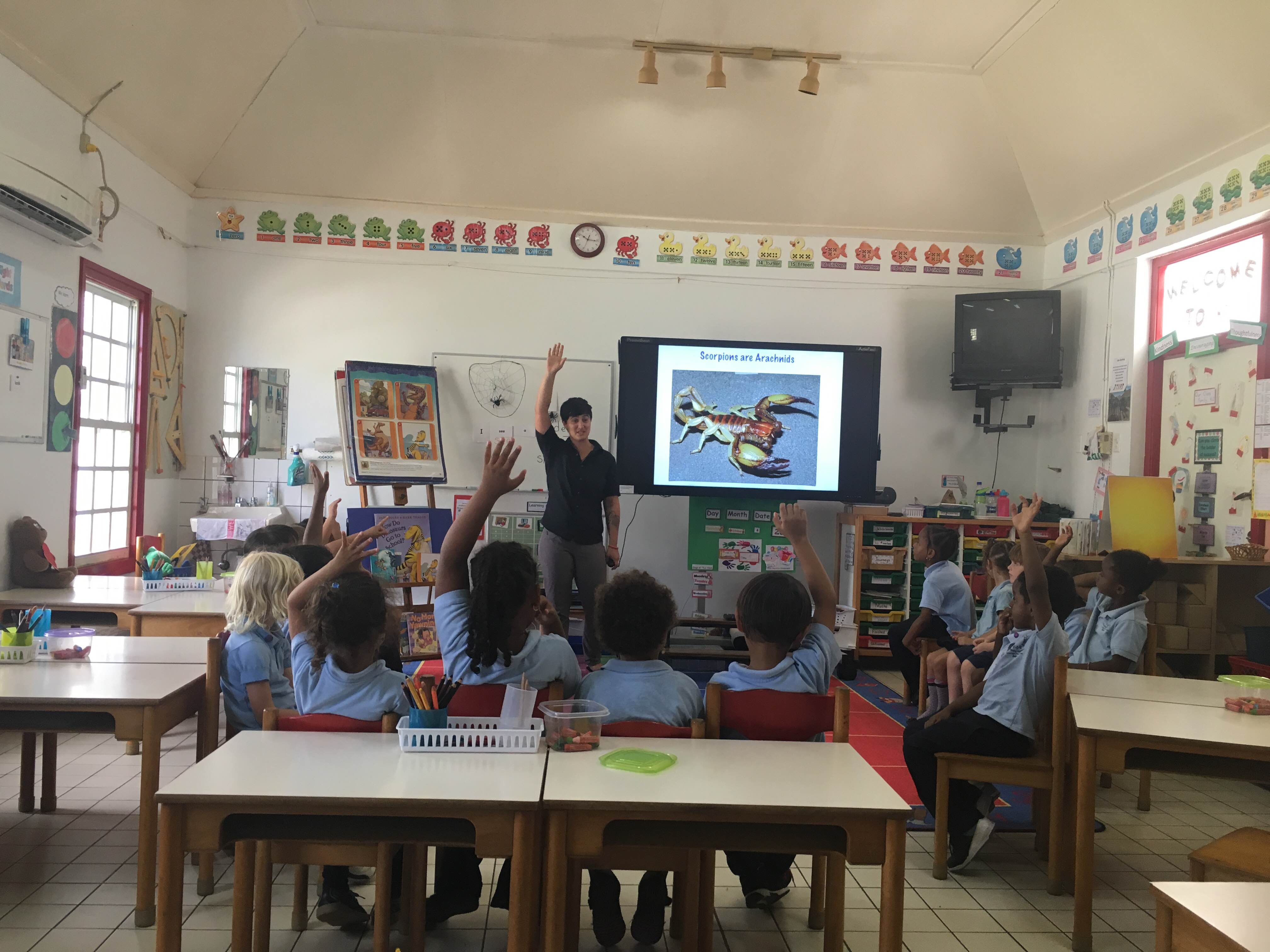
Classe de Lauren Esposito sur l'île de Saba.

En 2014, Lauren Esposito est la cofondatrice de Islands & Seas, une association qui encourage la recherche scientifique et l'éducation dans sa station de terrain de Baja California Sur, au Mexique,,. Elle dirige des programmes éducatifs en Basse-Californie et à l'Université de Columbia. Grâce à son mentorat, elle permet la découverte par de jeunes arachnologues de nouvelles espèces de scorpions en Californie.
Elle est la créatrice de 500 Queer Scientists, un réseau de scientifiques LGBTQ+ dans le monde entier,,,,,. Cette initiative fait suite à une enquête menée auprès de personnes travaillant dans le secteur des sciences, de la technologie et de l'ingénierie aux États-Unis qui indique que plus de 40 % des scientifiques LGBTQ+ n'ont pas fait leur coming-out auprès de leurs collègues,. En février 2019, elle reçoit le prix Walt Westman de la National Organization of Gay and Lesbian Scientists and Technical Professionals pour la création de 500 Queer Scientists. Il s'agit de la plus haute distinction nationale que le NOGLSTP puisse décerner à un membre : elle est une marque de reconnaissance de l'engagement de cette personne. En juillet 2021, elle initie une exposition sur les scientifiques LGBT+ à l'Académie des sciences de Californie,.

## Quelques taxons décrits
- Paruroctonus soda, Jain, Forbes & Esposito, 2022
- Paruroctonus conclusus, Jain, Forbes & Esposito, 2022
- Ischnotelson peruassu Esposito, Yamaguti, Souza, Pinto-da-Rocha & Prendini, 2017
- Ischnotelson Esposito, Yamaguti, Souza, Pinto da Rocha & Prendini, 2017
- Jaguajir Esposito, Yamaguti, Souza, Pinto da Rocha & Prendini, 2017
- Ciba Bloom, Binford, Esposito, Alayón, Peterson, Nishida, Loubet-Senear & Agnarsson, 2014
- Ciba seibo Alayón & Agnarsson in Bloom, Binford, Esposito, Alayón, Peterson, Nishida, Loubet-Senear & Agnarsson, 2014
- Holothele maddeni (Esposito & Agnarsson, 2014)

## Publications scientifiques
- Evelyn E. Schwager, Prashant P. Sharma, Thomas Clarke et Daniel J. Leite, « The house spider genome reveals an ancient whole-genome duplication during arachnid evolution », BMC Biology, vol. 15, no 1,‎ 31 juillet 2017, p. 62 (ISSN 1741-7007, PMID 28756775, PMCID PMC5535294, DOI 10.1186/s12915-017-0399-x, lire en ligne, consulté le 28 juillet 2021)
- Prashant P. Sharma, Rosa Fernández, Lauren A. Esposito et Edmundo González-Santillán, « Phylogenomic resolution of scorpions reveals multilevel discordance with morphological phylogenetic signal », Proceedings of the Royal Society B: Biological Sciences, vol. 282, no 1804,‎ 7 avril 2015, p. 20142953 (PMID 25716788, PMCID PMC4375871, DOI 10.1098/rspb.2014.2953, lire en ligne, consulté le 28 juillet 2021)
- Gregg W. C. Thomas, Elias Dohmen, Daniel S. T. Hughes et Shwetha C. Murali, « Gene content evolution in the arthropods », Genome Biology, vol. 21, no 1,‎ 23 janvier 2020, p. 15 (ISSN 1474-760X, PMID 31969194, PMCID PMC6977273, DOI 10.1186/s13059-019-1925-7, lire en ligne, consulté le 28 juillet 2021)
- (en) « Islands within islands: Diversification of tailless whip spiders (Amblypygi, Phrynus) in Caribbean caves », Molecular Phylogenetics and Evolution, vol. 93,‎ 1er décembre 2015, p. 107–117 (ISSN 1055-7903, DOI 10.1016/j.ympev.2015.07.005, lire en ligne, consulté le 28 juillet 2021)
- Lauren A. Esposito, Humberto Y. Yamaguti, Cláudio A. Souza et Ricardo Pinto-Da-Rocha, « Systematic Revision of the Neotropical Club-Tailed Scorpions, Physoctonus, Rhopalurus, and Troglorhopalurus, Revalidation of Heteroctenus, and Descriptions of Two New Genera and Three New Species (Buthidae: Rhopalurusinae) », Bulletin of the American Museum of Natural History, vol. 2017, no 415,‎ juin 2017, p. 1–136 (ISSN 0003-0090 et 1937-3546, DOI 10.1206/0003-0090-415.1.1, lire en ligne, consulté le 28 juillet 2021)

## Récompenses
- Prix Walt Westman en 2019[41].